# قائمة بالمخبرين النوويين
يوجد عدد من المخبرين النوويين، وغالبًا ما يكونون مهندسين نوويين، ممن حددوا شواغل السلامة المتعلقة بالطاقة النووية وإنتاج الأسلحة النووية. في عام 1976، فجّر غريغوري ماينور وريتشارد هوبارد ودايل بريدنبو حقيقة أمر مشاكل الأمن والسلامة في محطات الطاقة النووية في الولايات المتحدة، وفوكوشيما في اليابان. كان جورج غالاتيس كبير المهندسين النوويين الذي أبلغ عن مشاكل السلامة في محطة ميلستون الأولى للطاقة النووية، والمتعلقة بإجراءات إعادة تزويد المفاعل بالوقود، في عام 1996. من المخبرين النووين الآخرين أرنولد غوندرسن وديفيد لوكبوم.

## كارين سيلكوود
كانت كارين سيلكوود من أول المخبرين النوويين الرائدين، عملت فنية كيميائية في محطة كير مكغي للوقود النووي. أصبحت سيلكوود ناشطًا في الاتحاد الدولي للعاملين في مجالات النفط والكيماويات والذرة بهدف الاحتجاج على قضايا الصحة والسلامة. في عام 1974، قدمت شهادتها بشأن مخاوفها أمام هيئة الطاقة الذرية الأمريكية. بعد بضعة أشهر، توفيت في حادث سيارة في ظل ظروف غامضة على الطريق وهي في طريقها إلى اجتماع مع مراسل صحيفة نيويورك تايمز وزعيم الاتحاد الوطني. يروي فيلم سيلكوود الصادر عام 1983 هذه القصة.

## ثلاثة جنرال إلكتريك
في 2 فبراير 1976، فجّر غريغوري سي. ماينور وريتشارد بي. هوبارد ودايل جي. بريدنبو (والذين اشتهروا بلقب ثلاثة جنرال إلكتريك) حقيقة أمر مشاكل الأمن والسلامة في محطات الطاقة النووية، ووُصف عملهم «بالمثال النموذجي لكشف الفساد».
حظي المهندسون الثلاثة باهتمام الصحفيين وكان لما أفصحوا عنه من معلومات حول التهديدات التي تواجه الطاقة النووية أثر كبير. تزامنت تصريحاتهم مع استقالتهم من مناصب مسؤولة في قسم الطاقة النووية في شركة جنرال إلكتريك، وأثبتوا وجودهم كمستشارين في قطاع الطاقة النووية لحكومات الولايات والوكالات الفيدرالية والحكومات في الخارج. كانت الشركة الاستشارية التي شكلوها، وهي شركة إم إتش بي تكنيكال أسوسيتس، مستشارًا تقنيًا لفيلم «ذا تشاينا سيندروم» شارك المهندسون الثلاثة في جلسات الاستماع التي عقدها الكونغرس التي أدت إفصاحاتهم لعقدها.
بدأ إنشاء محطة براون فيري النووية في عام 1966. تقع المحطة في ولاية ألاباما وفي عام 1967 حصلت على تصريح بناء فيدرالي. تلقت المحطة معايير تصميم جديدة تستدعي «الفصل الفيزيائي للكابلات الكهربائية». احتوت التعليمات على مشكلة حول كيفية إنجاز ذلك، فطلب مفتش لجنة الطاقة الذرية الأمريكية إف. يو. بوَر أن توضح اللجنة تفاصيل هذه العملية، غير أنه لم يكن هناك أي رد من المنظمة واستمرت عملية تشييد المحطة. مع ذلك، لم تصدر أية تعليمات بعد خمس عمليات تفتيش فاشلة في عام 1970. أسفر عدم وجود تعليمات لفصل الكابلات عن التضحية بأنظمة سائل تبريد السلامة في وحدتين من الوحدات لتحسين أحدها مع انتهاك خطير للسلامة. أدى تجاهل لجنة الطاقة الذرية الأمريكية إلى الحريق الذي اندلع في 22 مارس 1975، والذي كاد أن يؤدي إلى تسرب إشعاعي. اشتعلت المادة الفاصلة بين الأسلاك في الحريق الناجم عن إجراء اختبارات للعثور على تسرب هواء بواسطة شمعة مما أدى إلى تلف أنظمة التحكم. مع تلف أنظمة التحكم، لم يعمل نظام التبريد الذي يمنع الوحدات من التسرب الإشعاعي بشكل صحيح. جرى تفادي الموقف بطريقة ما وأُوقفت الوحدات عن العمل. على مدار وقوع هذه الأحداث، ناقش بريدنبو تحفظاته بشأن السلامة في المصنع دون جدوى وفي عام 1976 استقال بريدنبو وهوبارد وماينور.

## محطة كريستال ريفر 3 ولو بوتني
برز لو بوتني إلى مشهد محطة كريستال ريفر 3 بعد تلقي مكالمة من مهندس مصنع. ادعى المهندس أن المديرين وظفوا مهندسين بناءً على «عقلية أصدقاء الأيام الخوالي». أُغلق المصنع مرات عديدة منذ عام 1978. إلى جانب هذا الشأن، لم يكن المهندس واثقًا من امتلاك المدير المؤهلات اللازمة ليكون مديرًا. رغم  أن المهندس لم يواصل شكواه أكثر من ذلك، إلا أن ذلك حث بوتني على شراء أسهم في الشركة تسمح له باتخاذ «قرارات المساهمين». تحقق بوتني من أمر المفاعلات النووية التي بُنيت من مادة غير آمنة لإجراءات التبريد الطارئة. أدرجت اللجنة التنظيمية النووية محطة كريستال ريفر 3 ضمن قائمة أسوأ 14 مفاعل بسبب ذلك. بناءً على ذلك جرى شراء الأسهم في عام 1981، وهو ما حدث حين قدّم بوتني أول قرار مساهم له يطالب فيه بإغلاق المحطة. تمسك بوتني بهذا التقليد لمدة سبعة أعوام إلى أن طُلب منه شراء المزيد من الأسهم لمواصلة تقديم القرارات. على مدى ستة عشر عامًا، قدّم بوتني أربعة عشر قرارًا للمساهمين. جرى تجاهل جميع هذه القرارات وقوبلت بعروض لشراء أسهمه حتى لا يعود بإمكانه تقديم القرارات. أوقفت المحطة عن العمل رسميًا في سبتمبر 2009.

## رونالد غولدستين
كان رونالد غولدستين مشرفًا موظفًا من شركة الأسهم والسندات الكهربائية، والتي كانت من كبار مقاولي بناء مصانع جنوب تكساس. في صيف عام 1985، حدد غولدستين مشاكل السلامة لسيف تيم، وهو برنامج امتثال داخلي استحدثته شركتي الأسهم والسندات الكهربائية وإضاءة هيوستن، ويشتمل على أمور عدم الامتثال لإجراءات السلامة، وعدم إصدار تقارير الامتثال للسلامة، وانتهاكات ضبط الجودة التي تؤثر على سلامة المحطة.
رُوّج لبرنامج سيف تيم كملاذ آمن مستقل يلجأ له الموظفون للتعبير عن مخاوفهم إزاء السلامة. لم تبلغ الشركتان موظفيهما حول عدم ظنهما أن الشكاوى المُبلَّغ عنها لبرنامج سيف تيم تتمتع بأي حماية قانونية. طُرد غولدستين بعد تقديمه لتقريره إلى سيف تيم. بعد ذلك، تقدم غولدستين بدعوى بموجب القوانين الاتحادية المتعلقة بكشف الفساد النووي.